# Lee Kang-sheng
Lee Kang-sheng (李康生 Lí Khong-seng o Lǐ Kāngshēng) (nascut el 21 d'octubre de 1968) és un actor taiwanès, director de cinema i guionista. Ha aparegut en tots els llargmetratges de Tsai Ming-liang. Els esforços de direcció de Lee inclo The Missing el 2003 i Help Me Eros el 2007.

## Carrera
Lee estava treballant en una sala recreativa quan Tsai Ming-liang li va demanar que actués a la seva pel·lícula per a televisió Boys. Això va iniciar una relació de treball que ha durat més de 30 anys; Tsai ha dit que mai faria una altra pel·lícula sense Lee.

## Premis
Lee ha rebut un reconeixement per la seva interpretació en guanyar el premi al millor actor al Festival Internacional de Cinema de Cinemanila de 2002 per What Time Is It There? i va ser nominat al Premis de Cinema Cavall d'Or el 1994 per Vive L'Amour.
Lee va guanyar diversos premis amb el seu debut com a director, The Missing. Al Festival Internacional de Cinema de Rotterdam de 2004, va guanyar el premi KNF, el premi NETPAC i el premi Tiger. La pel·lícula també va guanyar el Premi New Currents al Festival Internacional de Cinema de Busan de 2004, una menció especial al Festival Internacional de Cinema de Ljubljana i el Premi Ciutat d'Atenes al Festival Internacional de Cinema d'Atenes. El 2005 va guanyar el Premi al millor actor al XXXVIII Festival Internacional de Cinema Fantàstic de Catalunya per El sabor de la síndria.
El seu segon esforç com a director, Help Me Eros el 2007, va ser nominat per a un Lleó d'Or al Festival Internacional de Cinema de Venècia. Va guanyar un premi especial del jurat al Festival Mundial de Cinema de Bangkok de 2007.

## Filmografia

### Com a actor
| Any  | Títol                       | Paper              |
| ---- | --------------------------- | ------------------ |
| 1991 | Boys                        |                    |
| 1992 | Rebels of the Neon God      | Hsiao-kang         |
| 1994 | Vive L'Amour                | Hsiao-kang         |
| 1996 | A Drifting Life             |                    |
| 1997 | Sweet Degeneration          | Chun-sheng         |
| 1997 | The River                   | Hsiao-kang         |
| 1998 | El forat                    | The Man Upstairs   |
| 1999 | Ordinary Heroes             | Tung               |
| 2000 | Sunny Doll                  |                    |
| 2001 | What Time Is It There?      | Hsiao-kang         |
| 2002 | A Way We Go                 | Ah Hui             |
| 2002 | The Skywalk Is Gone (curt)  | Hsiao-kang         |
| 2003 | Goodbye, Dragon Inn         | Projecionista      |
| 2005 | El sabor de la síndria      | Hsiao-kang         |
| 2006 | I Don't Want to Sleep Alone | Hsiao-kang         |
| 2007 | Help Me Eros                | Ah Jie             |
| 2009 | Face                        | Kang, the director |
| 2013 | Stray Dogs                  | Hsiao-kang         |
| 2014 | Journey to the West         | Monk               |
| 2015 | No No Sleep (curt)          |                    |
| 2015 | Sashimi                     |                    |
| 2016 | The Tenants Downstairs      | Guo Li             |
| 2018 | The Deserted                |                    |
| 2019 | Your Face                   |                    |
| 2020 | Days                        | Kang               |
| 2023 | Kuro no Ushi                |                    |
| 2024 | Abiding Nowhere             |                    |

### Com a guionista-director
| Any  | Títol        |
| ---- | ------------ |
| 2003 | The Missing  |
| 2007 | Help Me Eros |
| 2009 | Taipei 24H   |